# Таромське
Тáромське (Тáромське, Тáрамське, Тáромка) — мікрорайон на заході Новокодацького району міста Дніпра, до 2001 року — селище міського типу.

## Географія
Таромське розташоване на правому березі річки Дніпро, на західній околиці однойменного міста і межує із селищем міського типу Карнаухівкою, що входить до складу міста Кам'янське. Старовинний центр знаходиться в поймі Дніпра. Сучасний центр розташований за 4 км на південь біля залізничної станції Сухачівка. У селищі розташовані три середні школи та лікарня. У північній частині — ботанічна пам'ятка природи місцевого значення Ділянка дубових насаджень.

## Історія
У стародавні часи місцевість називалася Тарентський Ріг й описувало Таромську гору, з якої відкривається краєвид на долину Дніпра.
Першу згадку про запорізьке козацьке містечко Таромське, біля міста Нові Кодаки, описав Феодосій Макаревський у 1704 році, коли він подорожував цими місцями.
За твердженням краєзнавця Дмитра Яворницького, козаки вважали урочище Таромське своїм найдавнішим займищем.
Воно розташовувалося на старовинному шляху з Києва «вниз», вздовж Дніпра на Хортицю, Крим, Кавказ та Азію. Містечко належало до Кодацької паланки Запорожжя.
Походження назви за народною версією пов'язують зі звуком Тарам-тарам, що виникав під час тарамтіння возів розбитою кам'яною дорогою у центрі Таромського. Інша версія наводить дослов'янське походження назви від «Тар» — «розділяти на частини»: з кручі Таромської гори можна бачити, як ріг ніби врізається у Дніпро. Старожил-таромчанин Леонід Воловик вважає, що назва пішла від прізвища першого поселенця-козака, можливо, Тарамка.

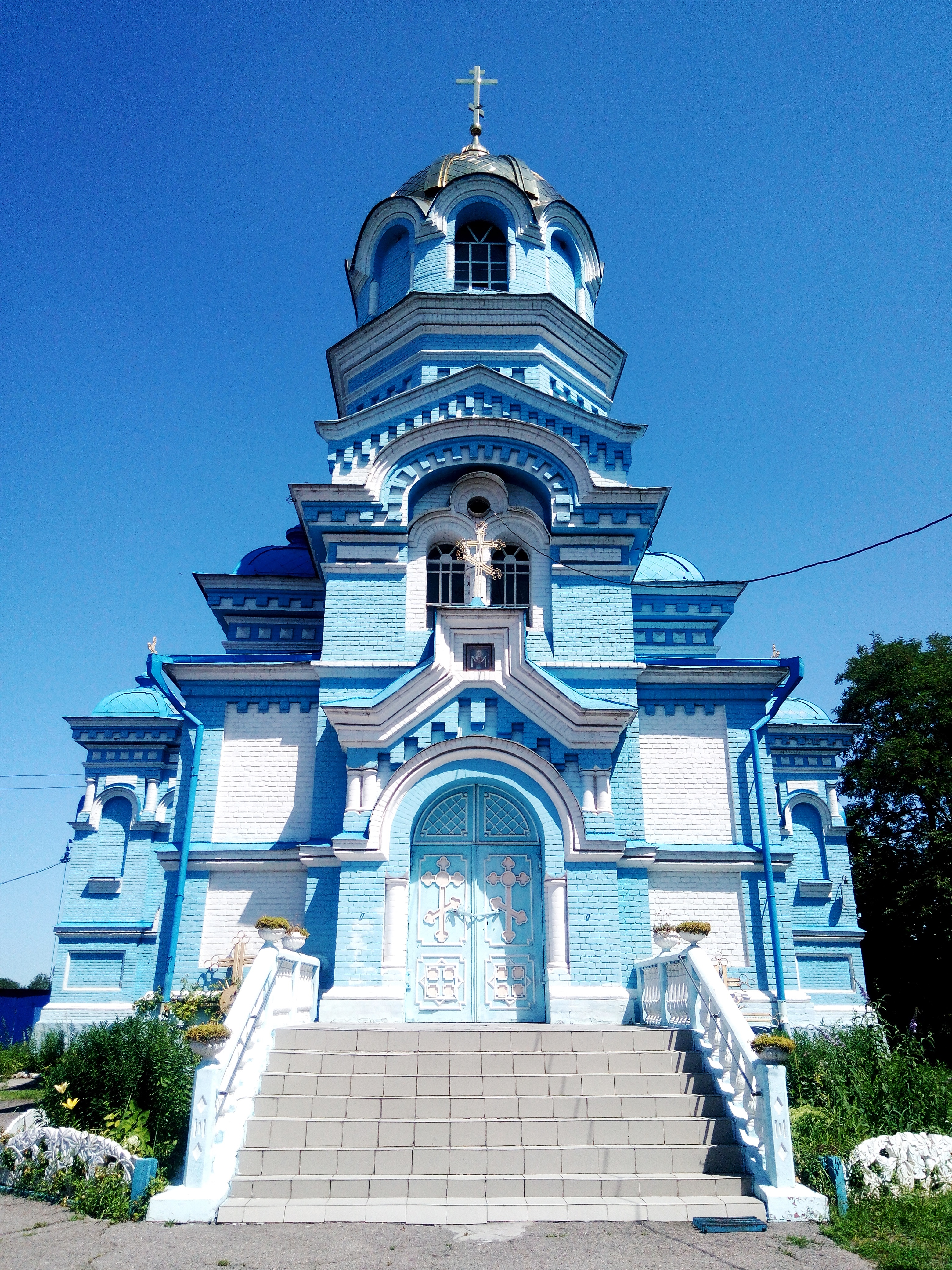
Свято-Покровський храм під контролем РПЦвУ

Зацікавившись топонімікою рідного села, просвітянин Валентин Головко у 1974 році написав запит до Інституту мовознавства імені О. О. Потебні АН УРСР, звідки одержав відповідь, що в основі назви лежить східно-тюркське «тарам», що означає «розгалуження ріки у гирлі, дельті». І дійсно, якщо піднятися на Високу гору, то звідти видно, як Дніпро розділяється на кілька проток між острівцями. Від тодішнього директора Дніпропетровського історичного музею імені Д. І. Яворницького Г. Ф. Ватченко було отримано підтвердження гіпотези про тюркське походження слова «Таромське». Як відомо, ще задовго і до Дніпропетровська, і до Катеринослава, і до Половиці тут був Тарентський Ріг на шляху «із варяг в греки». Письменниця Галина Семенча висловила думку, що, мабуть, саме від нього походить назва — Таромське
Станом на 1859 рік Таромське було державним селом,  в якому налічувалось 146 подвір'їв, православна церква й мешкало 1165 осіб. Станом на 1886 рік у колишньому власницькому селі Діївської волості Катеринославського повіту Катеринославської губернії мешкало 1552 особи та налічувалось 282 подвір'їв.
За переписом 1897 року кількість мешканців зросла до 2140 осіб (1061 чоловічої статі та 1079 — жіночої), з яких всі — православної віри.
Наприкінці XVIII століття біля Дніпра у старій частині поселення побудована церква Святої Покрови. Сучасна церква зведена у 1905 році. Інші найдавніші будівлі Таромського: залізнична станція і земська школа.

## Населення

### Мовний склад
Рідна мова населення за даними перепису 2001 року:
| Мова       | Чисельність, осіб | Доля     |
| ---------- | ----------------- | -------- |
| Українська | 14 023            | 88,47 %  |
| Російська  | 1 738             | 10,97 %  |
| Інше       | 89                | 0,56 %   |
| Разом      | 15 850            | 100,00 % |

## Символіка
Символіка затверджена наказом начальника управління Дніпровської міської ради по управлінню майном колишнього смт Таромське № 19 від 10 березня 2009 року.

### Герб
У синьому полі на зеленому пагорбі срібна козацька сторожова вежа, оточена частоколом, над нею три 7-променеві золоті зірки, дві над одною.
За офіційним обґрунтуванням, наводиться цілком новий «історичний факт» заснування Таромського як «захисної військової споруди» нібито під назвою Козирева балка на пагорбі Висока гора у 1631—1640 роках, що його відображає сторожова вежа. Зірки запозичені з герба Дніпра як ознака належності Таромського до міста. Синій колір вказує на річку Дніпро, над якою стоїть Таромське, «зелене символізує багатство та чудові краєвиди Таромського, також здоров'я та» землеробство мешканців, золотий — «добробут людей, їхнє душевне здоров'я й щирість».

### Прапор
Квадратне полотнище, розділене на чотири рівновеликі квадратні поля, верхнє від древка (з трьома золотими 7-променевими зірками, дві над одною) та нижнє з вільного краю (з білою козацькою сторожовою вежею, що оточена частоколом) поля сині, а два інші — зелені.

## Економіка
- Агрофірма «Наукова», створена Миколою Агафоновим;
- гранітові кар'єри;
- державна дослідна станція тваринництва.

## Екологія
Вода у криницях Таромського отруєна хімікатами та урановими відходами зі звалищ Придніпровського хімічного заводу, в якому допустимий рівень свинцю перевищений удвічі, кадмію — у 100 разів[джерело?].

## Освіта

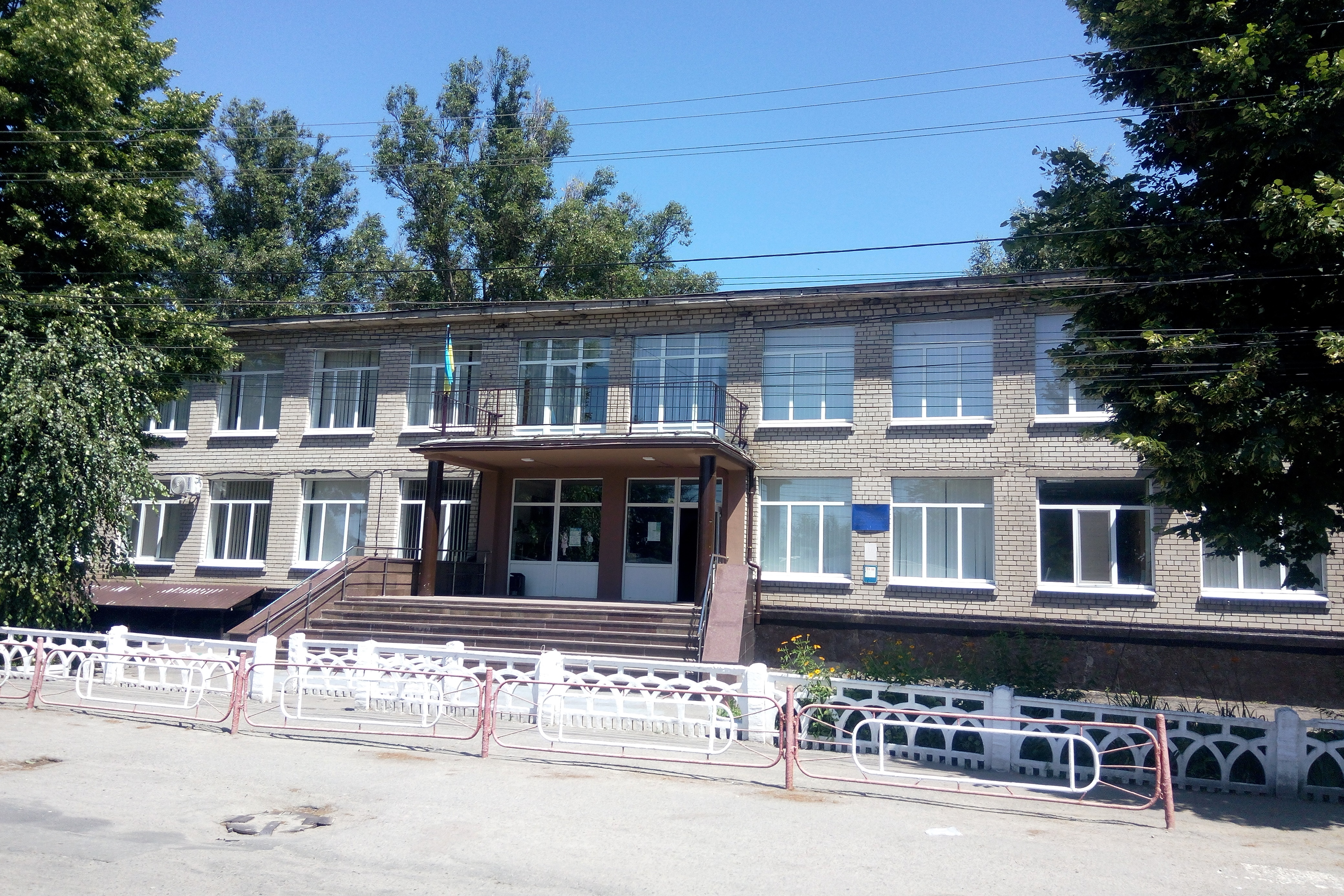
Дніпровська гімназія № 124

- Дніпровська гімназія № 105 ім. М. І. Лояна (Золотоосіння вулиця, 26)
- Ліцей № 123 "ТАНДЕМ" (вулиця Роберта Конквеста (Академіка Кисловського), 1)
- Дніпровська гімназія № 124 (вулиця Старий шлях, 2)

## Релігія
- Храм ікони Божої Матері "Почаївської" ПЦУ (пров. Івана Сохача, 30-А);
- Свято-Покровський храм (пам'ятка архітектури) (вул. Мостова, 51);
- Храм Вознесіння Господнього (вул. Таромська, за селищною радою);
- Храм Святого Миколи Чудотворця (вул. Наукова);
- Храм на честь матері раби Божої Марії Миколаївни Манзар (вул. Академіка Павлова);
- Церква ЄХБ (вул. Робітнича, 2);
- П'ятдесятницька громада.

## Постаті
- Волівач Іван Васильович (1924—2011)  — генерал, учасник Другої світової та афганської війн. нагороджений трьома орденами Червоного Прапора, орденами Богдана Хмельницького, Вітчизняної війни 1-го ступеня, «За мужність», багатьма медалями нашої Батьківщини[уточнити] й зарубіжних країн, Почесними грамотами різних установ, нагородами УСВА.
- Кобзенко Юрій Васильович (нар. 1949) — український мовознавець івриту.
- Лоян Михайло Іванович (1887—1974) — перший учитель-таромчанин, просвітянин, краєзнавець, громадський діяч Придніпров'я.
- Малолітній Олександр Іванович (1979—2014) — солдат Збройних сил України, боєць Добровольчого корпусу «Правий сектор».
- Мартинов Олександр Олександрович (1987—2014) — солдат Збройних сил України, боєць Добровольчого корпусу «Правий сектор».

## Галерея

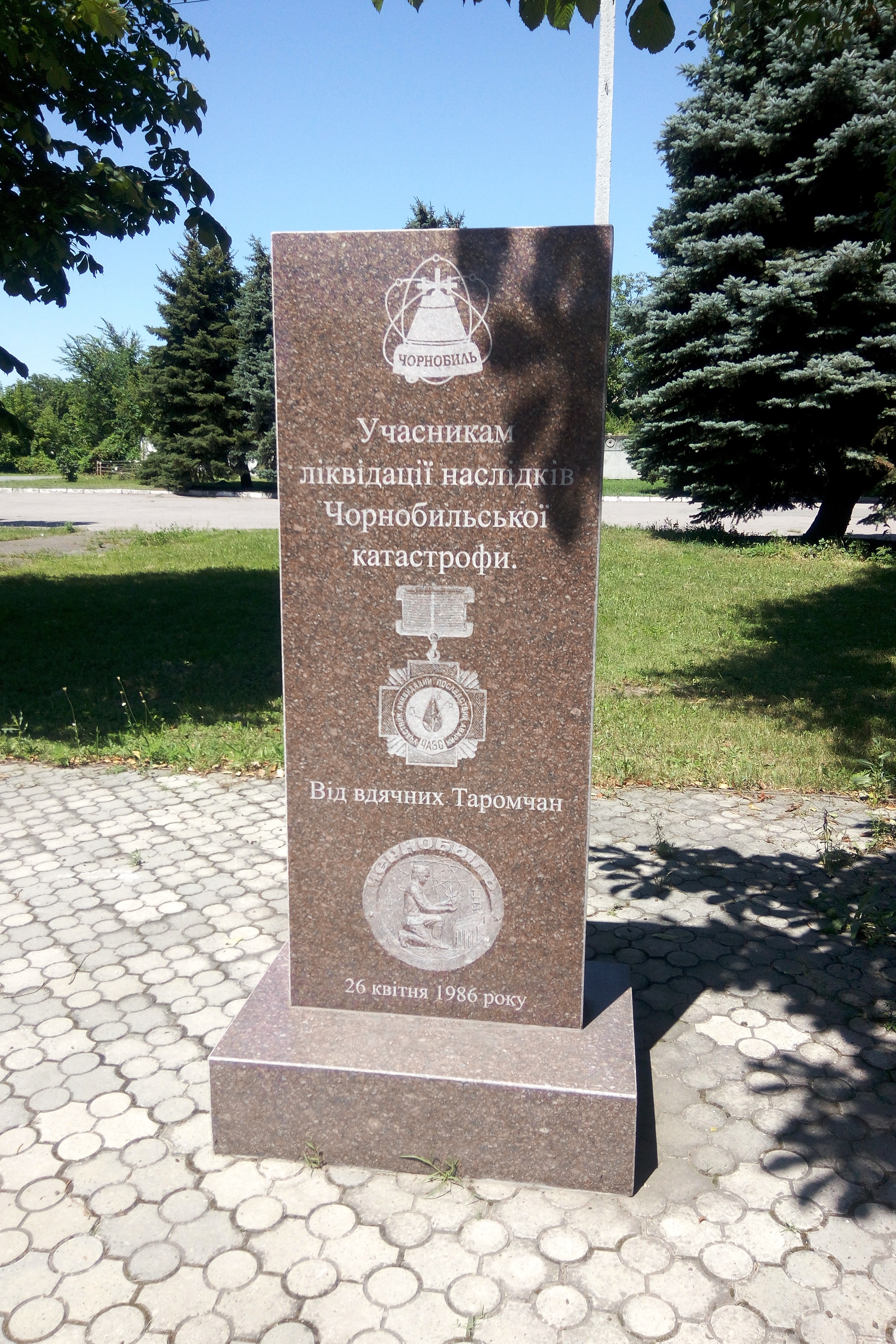
Пам'ятник «Учасникам ліквідації наслідків Чорнобильської катастрофи»
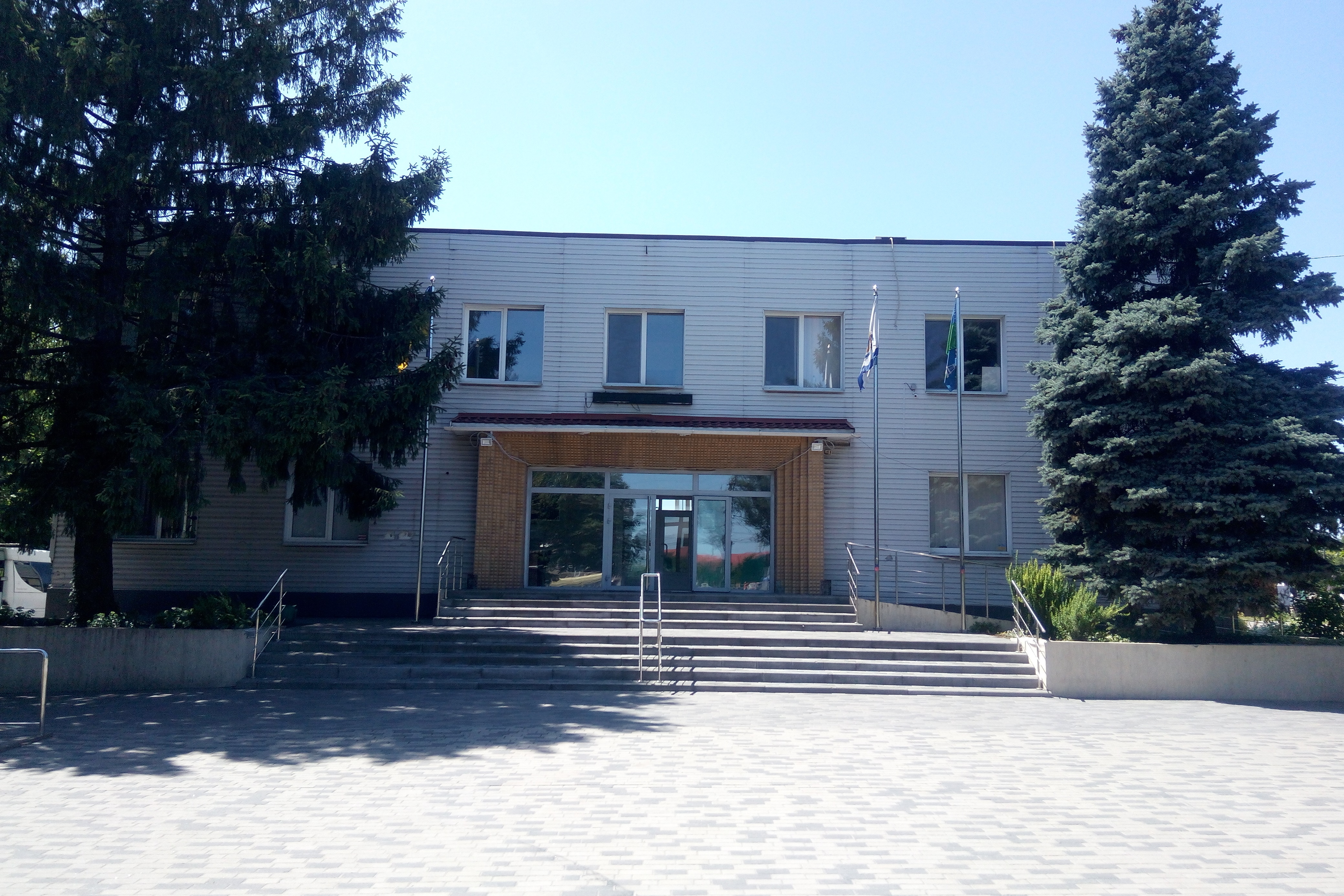
Таромська сільська рада ветеранів України
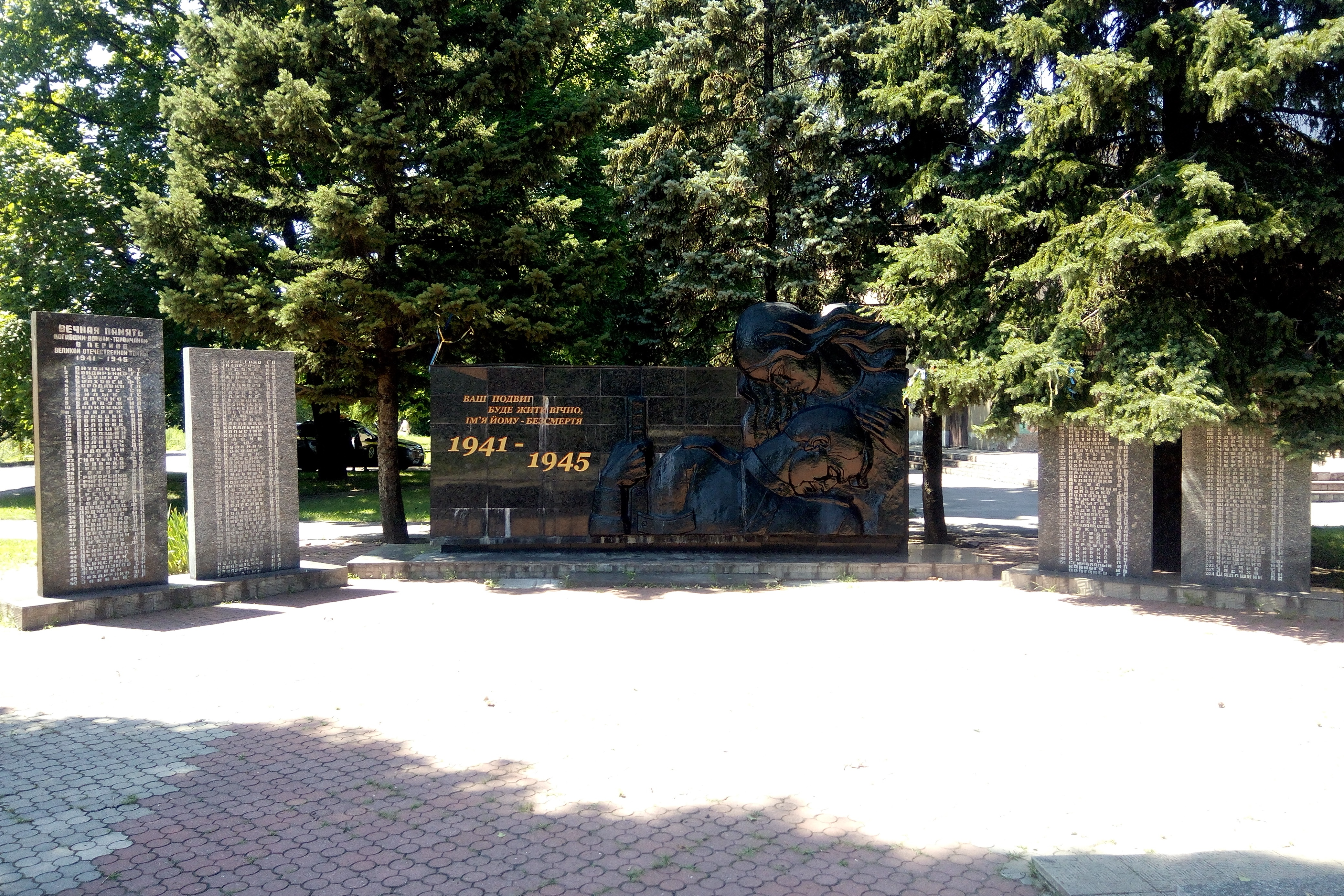
Меморіал полеглим воїнам-таромчанам під час Другої світової війни
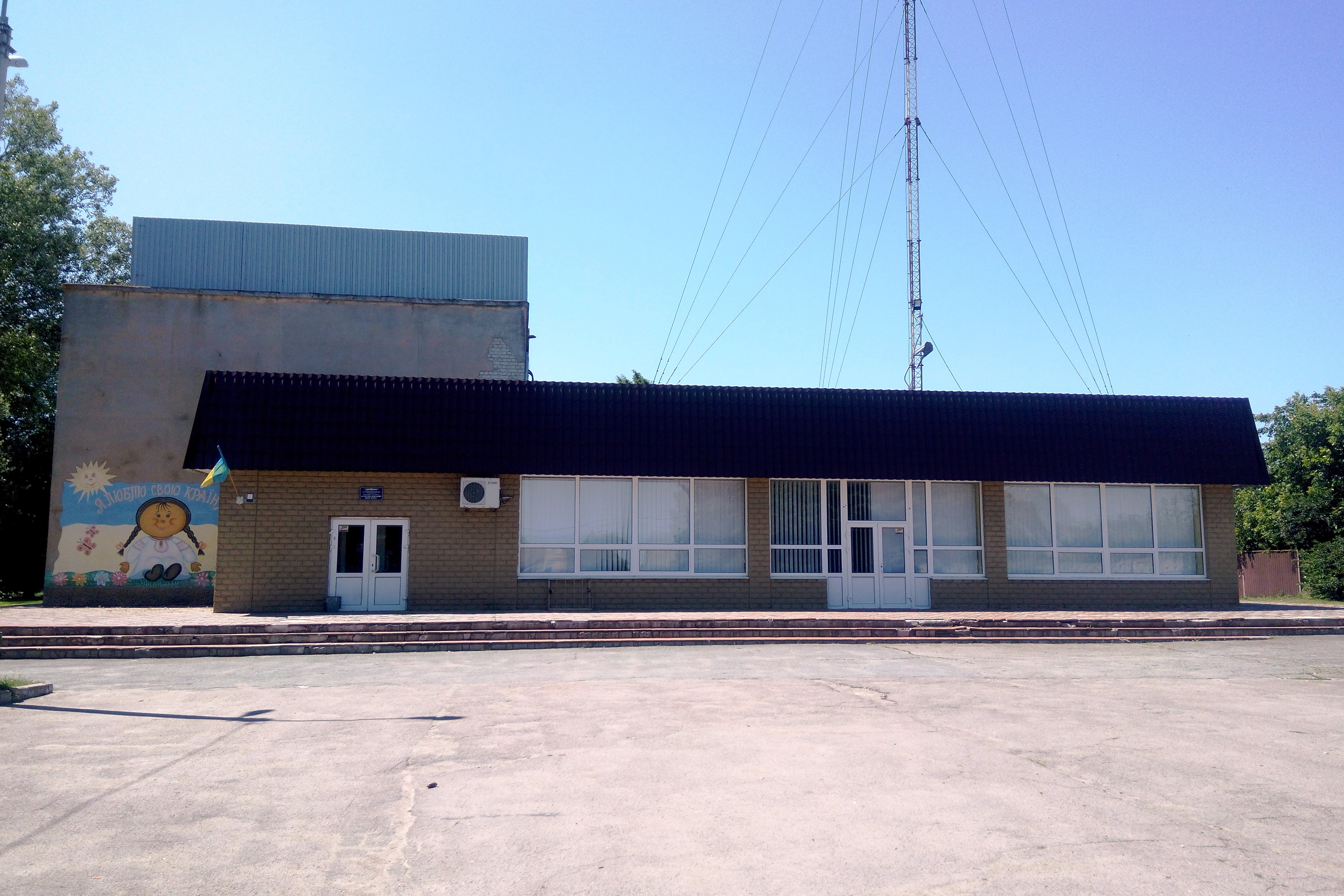
Культурно-дозвільний центр «Іскра»
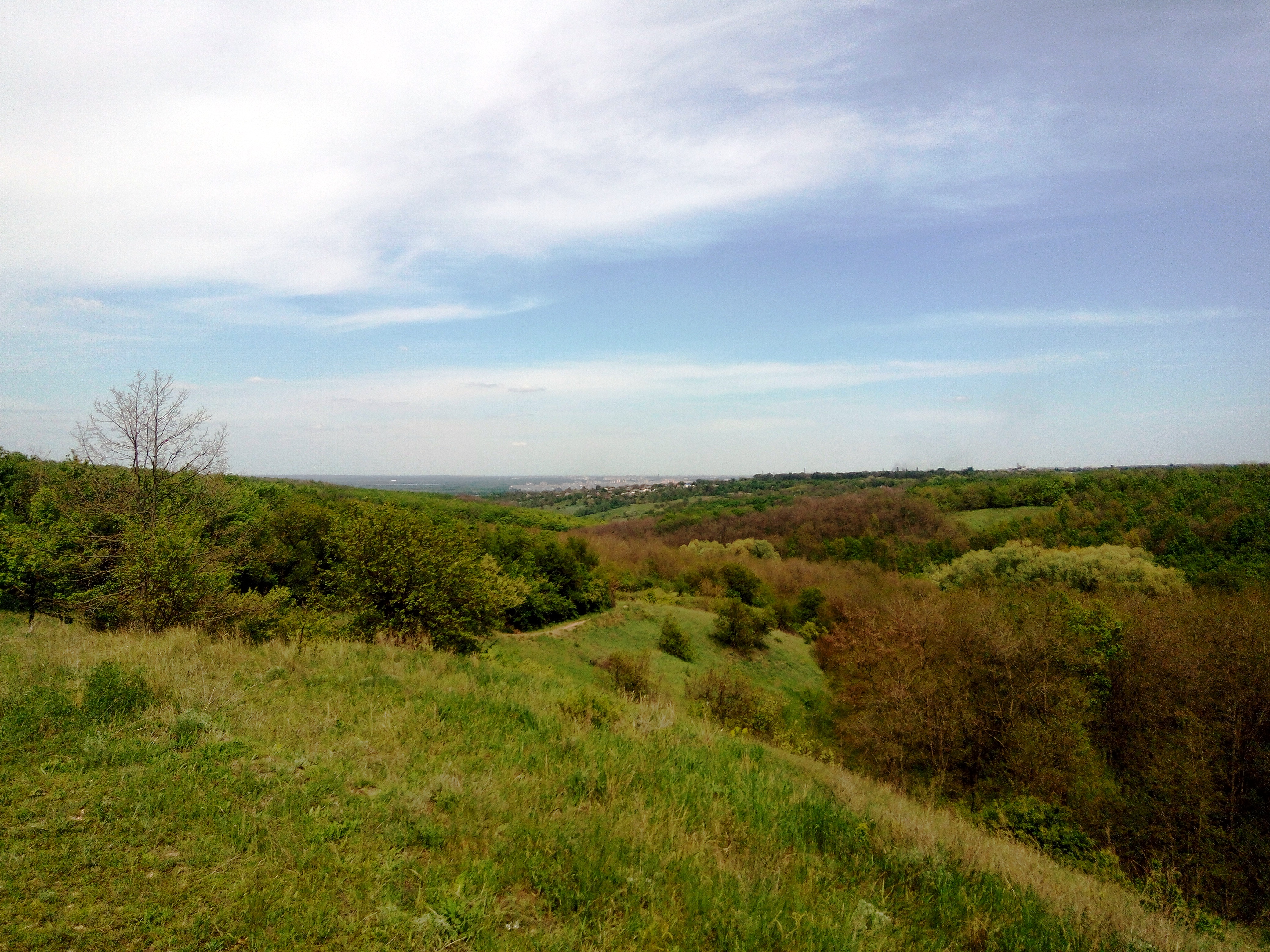
Краєвид Новокодацького лісництва
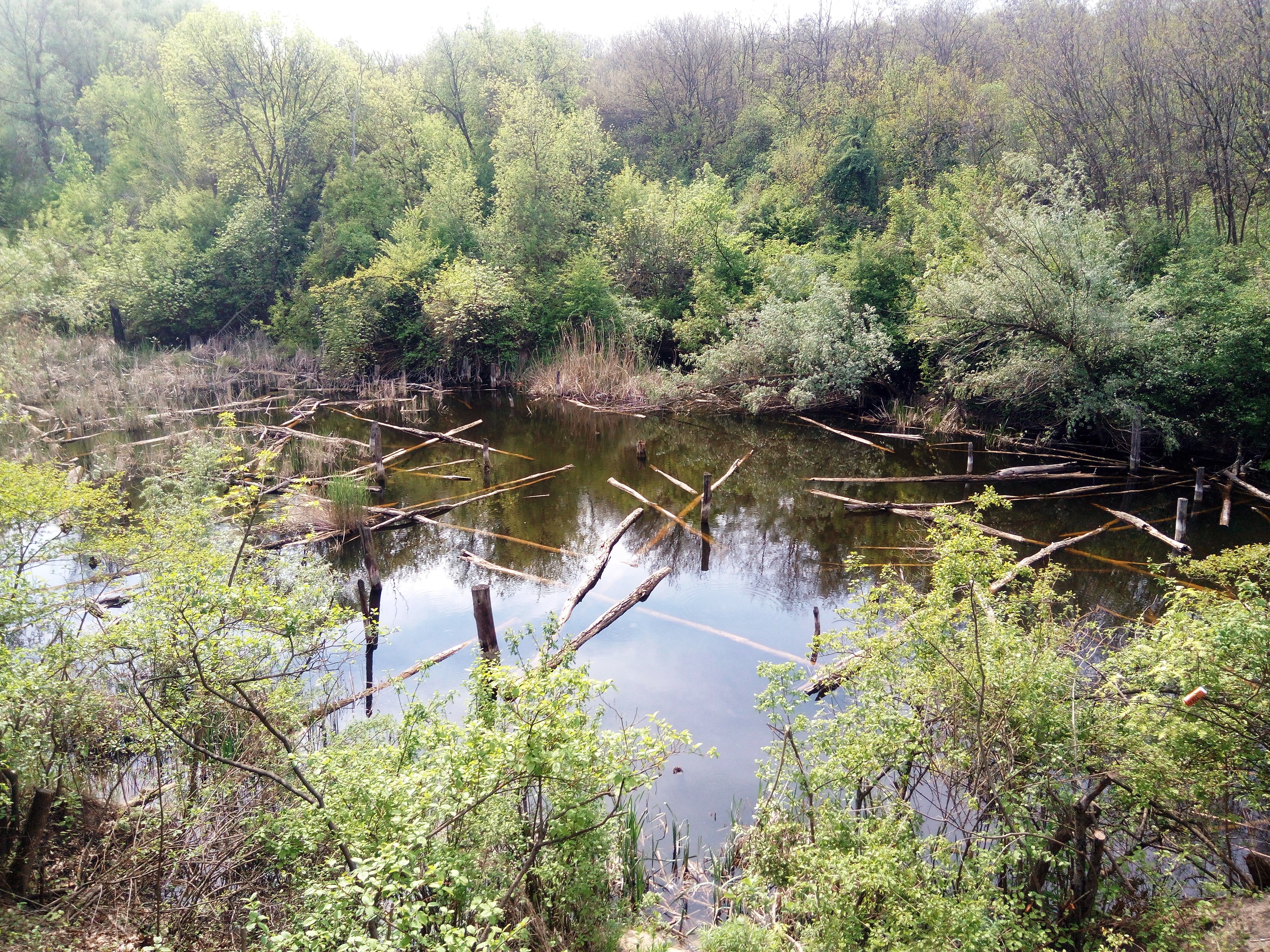
Озеро Дубове
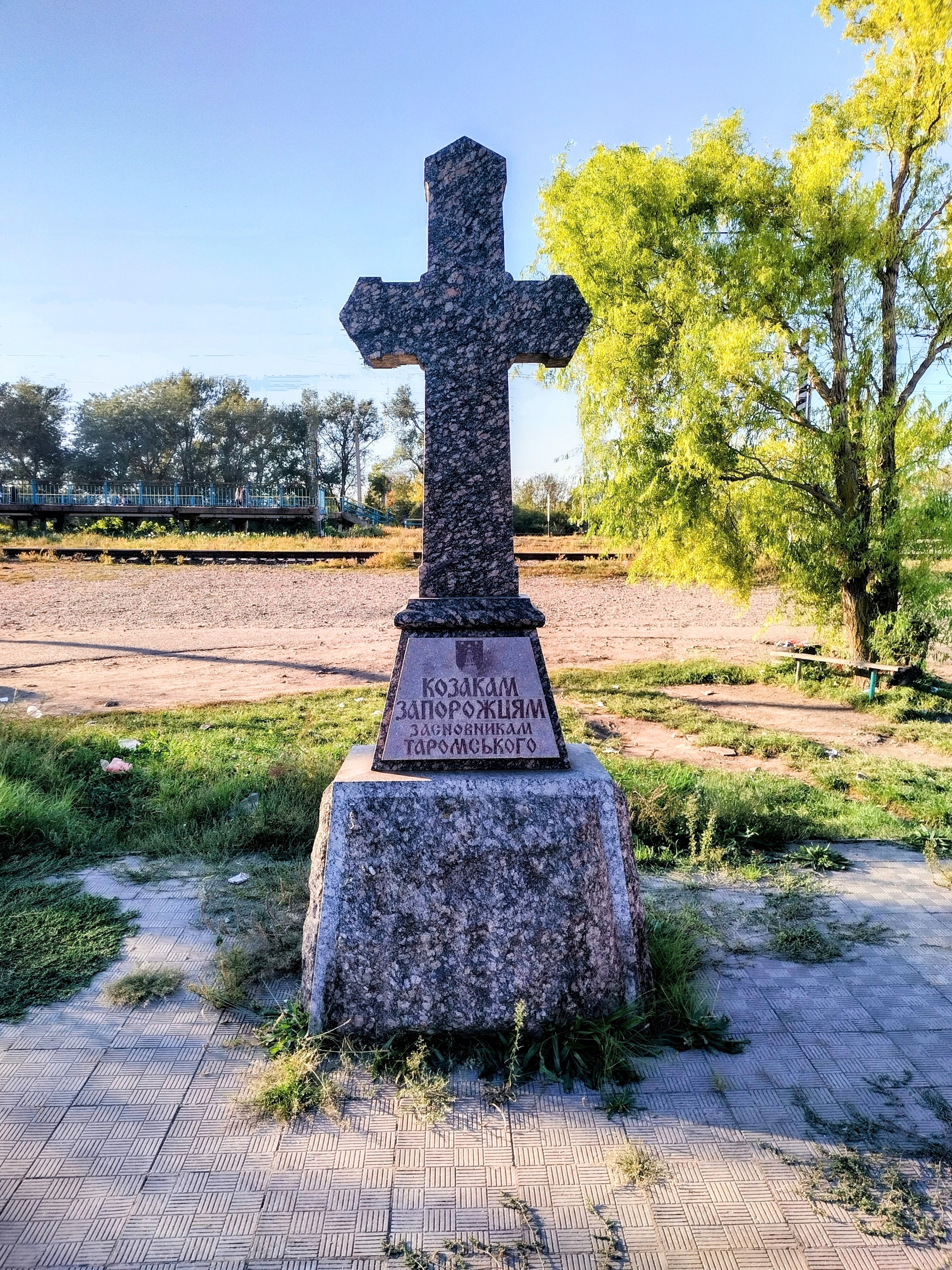
Пам'ятний хрест козакам-запорожцям, засновникам селища Таромське